# Winghe-Saint-Georges
Winghe-Saint-Georges (Sint-Joris-Winge en néerlandais) est une section de la commune belge de Tielt-Winge située en Région flamande dans la province du Brabant flamand. C'était une commune à part entière avant la fusion des communes de 1977.

## Démographie

### Évolution démographique
- Sources : INS, Rem. : 1831 jusqu'en 1970 = recensements, 1976 = nombre d'habitants au 31 décembre[2].

## Histoire de la paroisse de Winghe-Saint-Georges
On trouve aussi les formes Saint-Joris-Winghe et Winge.
C'est dans un hameau de cette paroisse, à Gempe, que les chanoinesses norbertines de Pellenberg s'établirent définitivement, vers 1229. En 1234, Geldolphe de Oppendorp et Renier de Winghe, diacre, cédèrent l'église Saint-Georges au Prieuré de Gempe.
Lors du transfert des biens du prieuré de Gempe à l'abbaye de Parc, par le pape Sixte IV, la collation de la cure revint à cette abbaye. En 1557, l'abbé Louis van den Berghe accorda, de sa propre autorité, la double institution, collative et autorisable, à Guillaume de Ryckel, qu'il avait destiné à cet cure.